# Edpercivalia fusca
Edpercivalia fusca är en nattsländeart som först beskrevs av Mcfarlane 1939.  Edpercivalia fusca ingår i släktet Edpercivalia och familjen Hydrobiosidae. Inga underarter finns listade i Catalogue of Life.